# Richard Viandier
Richard Viandier, né à Nil-Saint-Vincent le 2 juillet 1858 et mort à Hoeilaart le 21 janvier 1949, est un peintre belge de tendance impressionniste, de même qu'un illustrateur scientifique et un graveur lapidaire.
Son champ pictural couvre essentiellement les paysages. Il est, en 1892, l'un des membres fondateurs du cercle artistique Pour l'art.

## Biographie

### Famille
Richard (Richard Léopold Désiré) Viandier, né à Nil-Saint-Vincent le 2 juillet 1858, est le fils de Florentin Viandier (1828-1883), négociant natif de Court-Saint-Étienne, et de Victoire Joseph Catherine Béatrix Gislain (1828-1905), négociante, native de Nil-Saint-Martin. Il épouse à Hoeilaart, le 23 novembre 1911, Marie Albertine Goffin (native de Ohain le 23 septembre 1878).

### Premières activités professionnelles
En 1875, Richard Viandier et sa famille s'installent à Etterbeek, où, recommandé par l'architecte Alphonse Balat, il entre comme décorateur à l'atelier du peintre Charles Léon Cardon, qu'il quitte vers 1881 afin de se consacrer à un travail considérable commandé par le Musée royal d'histoire naturelle de Bruxelles. Cette tâche consiste à illustrer par 1500 dessins La Faune du calcaire carbonifère, ouvrage rédigé par le paléontologue liégeois Laurent-Guillaume de Koninck. De 1883 à 1885, attaché au service de la carte géologique de la Société géologique de Belgique, où, en contact avec les savants de cette époque, il s'occupe du relevé de coupes et vues panoramiques, de leur reproduction par la gravure sur pierre en vue de leur publication.

### Carrière de peintre
Parallèlement à ses activités professionnelles, Richard Viandier est successivement formé à l'Académie des beaux-arts d'Ixelles, puis à l'Académie des beaux-arts de Saint-Josse-ten-Noode. Il reçoit également les conseils de Constantin Meunier qui est son ami. Il fréquente aussi Léon Frédéric, Jean-Baptiste Degreef et Isidore Verheyden,. 
Cependant l'accès aux salons triennaux n'est pas toujours aisé et Richard Viandier voit ses études de paysages refusées par le jury d'admission du Salon de Bruxelles de 1887, particulièrement sélectif cette année-là,. Le 1er octobre 1887, plusieurs artistes exclus organisent un Salon libre des beaux-arts ou Salon des refusés au Musée du Nord à Bruxelles. Les critiques d'art, comme Lucien Solvay, se montrent sévères à l'égard de cette sécession qui n'apporte pas une protestation suffisante. Une trentaine de toiles sont exposées, parmi lesquelles des études de paysages de Richard Viandier.
Participant en 1889 à l'exposition du cercle L'Essor, dont il est membre, la critique du quotidien La Meuse le considère comme un  « peintre impressionniste aux impressions justes et très lumineuses. Ses Sous bois sont ravissants. Dans son Temps pluvieux et son Temps gris, le paysage baigne dans une poussière humide que l'on sent sans la voir. Ses tableaux méritent d'être étudiés. Au bout de quelques instants d'examen attentif, on se trouve en parfaite communion d'idées avec l'artiste et l'on comprend les harmonies de sa facture très savante sous ses apparences d'esquisse. »
Richard Viandier et quelques autres artistes, tels William Jelley, Omer Coppens ou Rodolphe Wytsman et son épouse Juliette Wytsman décident, en janvier 1891, de fonder à Saint-Josse-ten-Noode, un atelier libre de dessin d'après nature. Le cercle porte le nom d'Atelier du Cerf et se propose d'agrémenter ses travaux de fêtes artistiques, à l'instar de celles données par le collectif L'Essor qui vient d'être dissout. Cependant, ce projet ne se concrétise pas.
En avril 1892, après la dissolution de L'Essor, Richard Viandier devient l'un des quinze membres fondateurs du cercle artistique Pour l'art. Initialement cercle symboliste, le collectif évolue en un groupe éclectique défendant en premier lieu l'indépendance des artistes,.

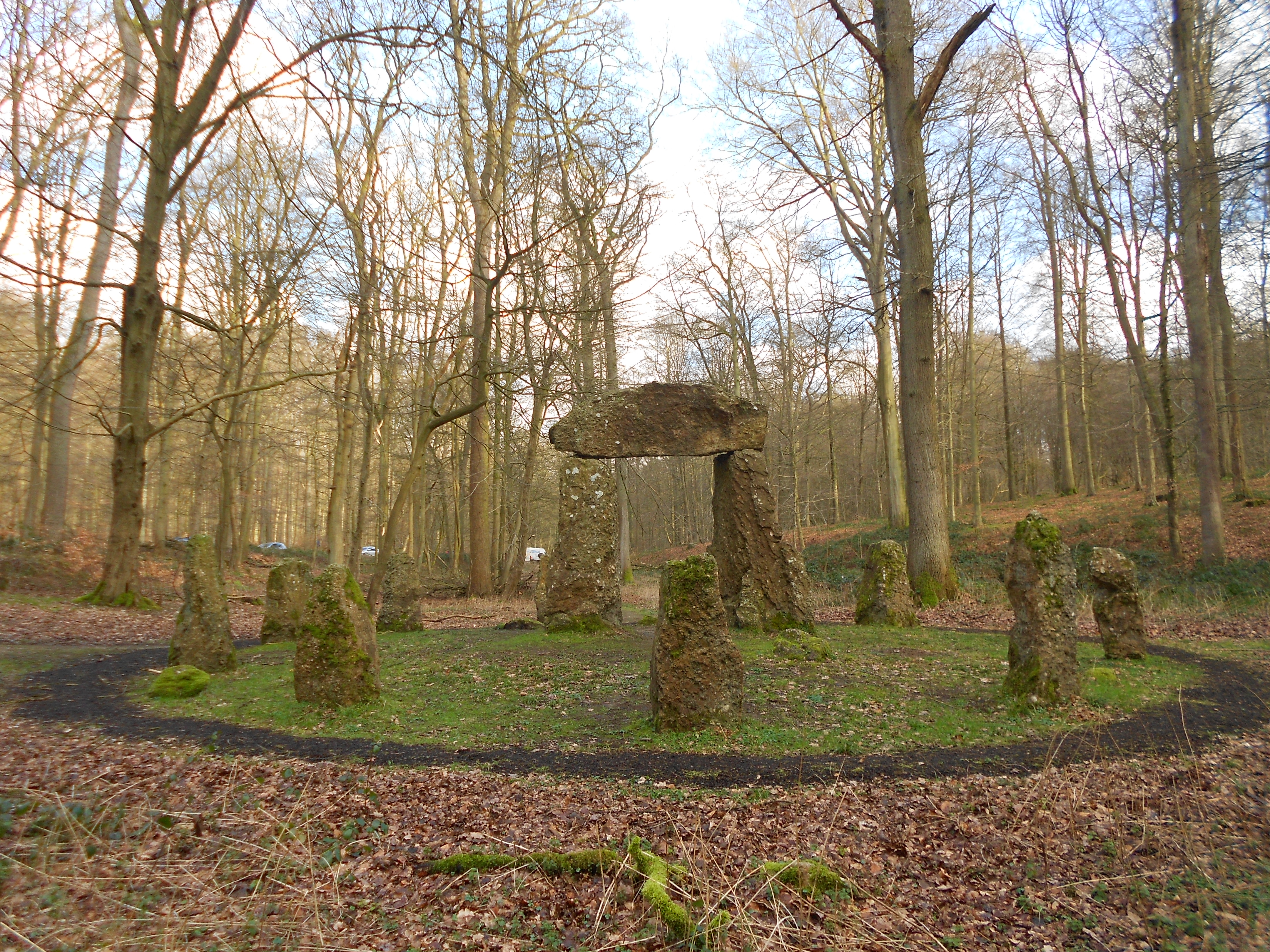
Monument aux gardes forestiers morts en 1914-1918, inauguré à Uccle, dans la forêt de Soignes le 30 mai 1920.

Dessinateur scientifique, et également illustrateur naturaliste afin d'assurer sa subsistance, puis collaborateur de l'Administration des Eaux et Forêts de 1897 à 1914, pour laquelle il réalise plusieurs expositions en peignant des dioramas. Il peint essentiellement dans la forêt de Soignes et dans les Ardennes belges,.  
Il est également l'auteur du Monument aux gardes forestiers morts en 1914-1918, inauguré à Uccle, dans la forêt de Soignes le 30 mai 1920, œuvre simple et expressive composée de onze menhirs entourant un dolmen inspiré par les rites funéraires celtiques,. 
Doyen des peintres belges, Richard Viandier meurt dans sa demeure, grand-place de Hoeilaart, à l'âge de 90 ans, le 21 janvier 1949. Ses funérailles ont lieu, le 25 janvier en l'église Saint-Clément de la même commune.

## Œuvre
Il peint surtout dans la forêt de Soignes et dans les Ardennes.

### Collections
- À l'Orée de la forêt, collection communale d'Hoeilaart[14].

### Expositions
- Exposition du Cercle Saint-Luc, Bruxelles, 1887[15].
- Salon de L'Essor de 1889 : Sous-bois, Temps pluvieux, Temps gris et Les Foins (étude)[16],[8].
- Salon de L'Essor de 1890 : Fin de journée et Prière (fusain)[17],[18].
- Salon de Pour l'art de 1892 : Pulvis es et in pulverem reverteris[19].
- Salon de Bruxelles de 1893 : Le Braconnier, Portrait de M.B. et Le Moulin, huiles sur toile ; Fin de journée (dessin en grisaille[20].
- Salon de Pour l'art de 1894 : Le Cimetière[21].
- Salon de Pour l'art de 1895 : Les Adieux[22].
- Salon de Pour l'art de 1897 : Le Vieux château de la Motte (fusain)[23].
- Salon de Pour l'art de 1898 : plusieurs paysages[24].
- Salon de Pour l'art de 1899 : plusieurs paysages[25].
- Salon de Gand de 1899 : Vue de La Lesse[26].
- Salon de Pour l'art de 1900 : Paysage sur La Lesse[27].
- Salon de Pour l'art de 1901 : des paysages[28].
- Salon de Pour l'art de 1903 : Crépuscule, Matinée d'automne et Effet de soleil[29].
- Salon de Bruxelles de 1903 : Crépuscule, Soleil couchant et Le Vieux moulin et Dans la forêt (fusain)[30].
- Salon de Pour l'art de 1904 : Moulin, Dunes et Bouleaux[31].
- Exposition triennale de Namur de 1904 : Sous bois[32].
- Salon de Pour l'art de 1905 : Fin d'automne dans la forêt de Soignes, Rochers au bord de l'Ourthe et Soleil couchant[33].
- Salon de Pour l'art de 1906 : L'Avenue de hêtres et L'Automne[34].
- Salon de Pour l'art de 1907 : Triptyque architectural[35].
- Salon de Pour l'art de 1908 : Les Fureteurs, Vieux corridor de ferme, Chemin sous bois en automne, En novembre, et Matinée de septembre[36].
- Salon de Pour l'art de 1909 : L'Étang des moines[37].
- Salon de Pour l'art de 1910 : des paysages[38].
- Salon de Pour l'art de 1911 : Crépuscule d'hiver en Soignes[39].
- Salon de Pour l'art de 1912 : La Vallée des palissades[40].
- Salon de Pour l'art de 1913 : Novembre ensoleillé et Mon Auberge à Ways[41].
- Salon de Pour l'art de 1914 : Soir, Matin et Vieille cour[42].
- Salon de Bruxelles de 1914 : Soir, Forêt de Soignes et Matin, Vallée de l'Isque[43].
- Salon de Printemps du Studio de 1916[44].
- Salon de Pour l'art de 1921 : paysages et eaux-fortes[45].
- Salon de Pour l'art de 1923 : paysages[46].
- Salon triennal de Liège de 1924[47].
- Exposition Salle Mommen de 1924 : Impressions de forêt[48].
- Salon de Pour l'art de 1925 : L'Arbre coupé, Fin d'après-midi, acquis par le Ministère des Sciences[49].
- Exposition Salle Mommen de 1926[50].
- Salon de Pour l'art de 1927[51].
- Exposition à la maison communale de Hoeilaart en 1928[52].
- Salon de Pour l'art de 1928[53].
- Exposition d'Auderghem[54].
- Exposition au château communal de Hoeilaart, conjointement avec le sculpteur Léandre Grandmoulin, pour la fête du centenaire de 1930[55].
- Salon de Pour l'art de 1930 : Automne à Groenendael, Bonheur de vivre, Belle matinée et Après-midi d'été[56].
- Salon du Printemps de 1931[57].
- Salon de Pour l'art de 1932[58].
- Salon de Pour l'art de 1933[59].
- Exposition au château communal de Hoeilaart en 1934[60].
- Salon de Pour l'art de 1934[61].
- Salon de Pour l'art de 1935[62].
- Salon de Pour l'art de 1937 : Automne et Coucher de soleil[63].
- Salon de Pour l'Art de 1938[64].
- Exposition au château communal de Hoeilaart en 1939[65].
- Exposition Les peintres de la forêt de Soignes au Musée d'Ixelles (2009-2010) : À l'Orée de la forêt[14].
- Exposition-concours de la saint-Barthélémy à Bousval en 2022 : L'Ancien château de la Motte[66].

### Réception critique
En juin 1890, lorsque Antoine Lacroix expose au cercle artistique L'Essor, la critique du Journal de Bruxelles écrit : 

« L'exposition de M. Lacroix a soulevé des appréciations contradictoires. Elle nous paraît l'une des plus intéressantes de l'Essor. Les Fleurs du ciel ne sont certes pas à l'abri de toute critique. Mais comment ne pas y reconnaître un sentiment très vif de la naïve mysticité des gothiques allemands ? Nous aimons mieux encore le fusain où se profile une angélique tête d'enfant. M. Lacroix prouve qu'il est capable d'aborder la peinture idéaliste. »

En juillet 1900, la critique du Petit bleu du matin consacre un article au peintre : 

« Richard Viandier est un paysagiste nerveux et précis, un coloriste raffiné, un peu sec peut-être […] qu'une modestie exagérée a trop longtemps fait ignorer du public.[…] Voici plus de quinze ans que ses efforts victorieux nous le montrent à chacune de ses expositions sous une forme nouvelle, en perpétuelle transformation, en permanent combat avec la nature, employant toutes les ruses permises pour la fixer définitivement. [—] Mais dans ses interprétations successives, Richard Viandier reste bien lui-même, conforme à sa nature, c'est-à-dire absolument sincère, ennemi résolu de tout procédé d'atelier. [–] Alternativement, les expositions de Viandier nous ont attesté la diversité de ses conceptions de la nature. Il fut réaliste avec Les Bords de La Lesse, synthétique avec noblesse et grandeur avec Le Braconnier, idéaliste, distingué et sobre avec Les Ruines du château de la Motte. Aujourd'hui, il semble persévérer dans cette voie qui est sa véritable voie fixée à l'étude de la forêt [—] qui est son véritable atelier. »

## Distinctions
- Chevalier de l'ordre de Léopold (30 mai 1920)[11] ;
- Officier de l'ordre de Léopold II (7 décembre 1931)[11].